# Templeton, Pennsylvania
Templeton är en så kallad census-designated place i Armstrong County i Pennsylvania. Vid 2010 års folkräkning hade Templeton 325 invånare.